# Gomboro
Cet article concerne le village chef-lieu. Pour le département et la commune rurale, voir Gomboro (département).
Gomboro est un village du département et la commune rurale de Gomboro, dont il est le chef-lieu, situé dans la province du Sourou et la région de la Boucle du Mouhoun au Burkina Faso.

## Géographie

### Démographie
- En 2003, le village comptait 5 654 habitants estimés[2]
- En 2006, le village comptait 6 022 habitants recensés[1].

## Éducation et santé
Gomboro accueille un centre de santé et de promotion sociale (CSPS) tandis que le centre médical avec antenne chirurgicale (CMA) de la province se trouve à Tougan.